# Zdzięcioł (gmina)
Zdzięcioł – dawna gmina wiejska istniejąca do 1939 roku w woj. nowogródzkim (obecnie na Białorusi). Siedzibą gminy było miasto Zdzięcioł (3080 mieszk. w 1921 roku), które stanowiło odrębną gminę miejską.
Na początku okresu międzywojennego gmina Zdzięcioł należała do powiatu słonimskiego w woj. nowogródzkim. 22 stycznia 1926 roku gmina (wraz ze Zdzięciołem) została przyłączona do powiatu nowogródzkiego w tymże województwie; równocześnie do gminy Zdzięcioł przyłączono część obszaru zniesionej gminy Pacowszczyzna. Po wojnie obszar gminy Zdzięcioł wszedł w struktury administracyjne Związku Radzieckiego.